# Георги Данаилов (писател)
Вижте пояснителната страница за други личности с името Георги Данаилов.
Георги Христов Данаилов е български писател, сценарист и почетен гражданин на Свищов.

## Биография
Георги Христов Данаилов (1936 – 2017) е потомък на известен свищовски род. Внук е на акад. проф. Георги Тодоров Данаилов, както и правнук на Марко Балабанов, първият външен министър на България след Освобождението на страната. През 1950 г. семейството му е интернирано и се връща в Свищов. Завършва и преподава химия, но с литература се занимава от студентските си години. Голяма популярност получава още с първите си книги: „Деца играят вън“, „При никого“, „Убийството на Моцарт“, „До Чикаго и назад, сто години по-късно“. Автор е на много пиеси и филмови сценарии: „Хирурзи“, „Похищение в черно“, „За къде пътувате?“, „А сега накъде?“ (заедно с Рангел Вълчанов), „Лагерът“ (заедно с Георги Дюлгеров). Световно признание и литературни награди получава и с последните си литературни творби „Къща отвъд света“, „Спомени за градския идиот“, „За Жан Жак Русо“ (есе), „Усмивката на Пан“ (есе за Стефан Гечев), „Доколкото си спомням“ (в три части), „Весела книга за българския народ“.
Книги и пиеси на Георги Данаилов са превеждани на арменски, руски, немски, полски, румънски, словашки, чешки, гръцки, китайски и др. Пиесите му са играни в Москва, Ленинград, Ческе Будейовице, Бърно, Братислава, Варшава, Тбилиси, Ереван. Носител на призове от международни фестивали в Кан, Москва, Техеран, Сан Себастиан.
От 1993 до 1995 г. Георги Данаилов е председател на Агенцията за българите в чужбина.

## Награди и признания
- 1997 – първо място в международния конкурс „Русо“ в Париж
- 2002 – награда статуетката „Аполон Токсофорос“ на „Аполония`2002“
- 2002 – почетен гражданин на Свищов
- 2002 – Наградата на София
- 2003 – награда „Стоян Михайловски“[4]
- 2004 – международната награда за къс хумористичен разказ „Алеко“[5]

Освен това получава наградите „Чудомир“ и „П. Р. Славейков“ (за цялостно творчество).

### Проза
- 1965 – „Заключената планета“ (съвместно с Васил Райков)
- 1970 – „Деца играят вън“
- 1973 – „При никого“
- 1982 – „Убийството на Моцарт“
- 1986 – „Деца играят вън“
- 1986 – „Убийството на Моцарт“
- 1990 – „До Чикаго и назад – сто години по-късно“ (пътепис)
- 1992 – „До Чикаго и назад – сто години по-късно“ (пътепис)
- 1993 – „Спомени за градския идиот“ (сборник разкази)
- 1997 – „Къща отвъд света“ (роман)
- 1997 – „За Жан-Жак Русо и други глупости“ (сборник разкази)
- 1999 – „Очите на другите“ (сборник разкази)
- 1999 – „Деца играят вън“
- 2000 – „Деца играят вън“
- 2000 – „Убийството на Моцарт“
- 2000 – „Доколкото си спомням“
- 2001 – „Доколкото си спомням 2“
- 2002 – „Доколкото си спомням 3“
- 2003 – „До Чикаго и назад – сто години по-късно“ (пътепис)
- 2003 – „Къща отвъд света“
- 2004 – „Весела книга за българския народ“
- 2004 – „За Русо и градските идиоти. Убийството на Моцарт“ (сборник)
- 2007 – „Зимникът на рая“
- 2009 – „Защо не сме социалисти“ (съвместно с още 10 автори)
- 2009 – „Мемоарите на едно жълто паве“
- 2012 – „Цената на безсмислието“
- 2015 – „Към никъде“

### Пиеси
- 1975 – „Краят остава за вас“
- 1977 – „Съдията и жълтата роза“
- 1979 – „Несериозна комедия“
- 1980 – „Есента на един следовател“
- 1982 – „Докле е младост“
- 1983 – „Солунските сьзаклятници“
- 1985 – „Господин Балкански“
- 1986 – „Една калория нежност“
- 1987 – „Крадецът на тролейбуси“
- 1990 – „Почивка преди Рая“
- 2007 – „Боговете“
- 2010 – „Избрани пиеси“

### Сценарии
- Деца играят вън (тв, 1973)
- При никого (1975)
- Хирурзи (1977)
- Почти любовна история (1980)
- Похищение в жълто (1981)
- В името на народа (1984)
- Забравете този случай (1985)
- За къде пътувате (1986)
- Време на насилие (1988)
- А сега накъде? (1988)
- Разводи, разводи (1989)
- Брачни шеги (1989)
- Лагерът (1990)
- Карнавалът (1990)
- Големите игри (1999)
- Трамваят – сто години от живота на София (2001)
- Една калория нежност (2003)
- А днес накъде? (2007)
- Бай Ганьо тръгва из Европа (1991)
- Още нещо за любовта (2010)
- Пеещите обувки (2016)
- Темата (2021).